# Rudolph Scholz
Rudolph John Scholz (Kewanee, 17 juni 1896 - Palo Alto, 9 december 1981) was een Amerikaans rugbyspeler. Scholz speelde als halfback.

## Carrière
Tijdens de Olympische Zomerspelen 1920 en 1924 werd hij met de Amerikaanse ploeg olympisch kampioen.

## Erelijst

### Met Verenigde Staten
- Olympische Zomerspelen:  1920, 1924